# ناديه غيلر
ناديه غيلر (بالإنجليزية: Nadia Geller)‏ هي مصممة ديكور ‏ أمريكية، ولدت في 27 يوليو 1976.

## وصلات خارجية
- ناديه غيلر على موقع IMDb (الإنجليزية)
- ناديه غيلر على موقع قاعدة بيانات الفيلم (الإنجليزية)